# 10546 Nakanomakoto
10546 Nakanomakoto este un asteroid din centura principală, descoperit pe 28 martie 1992, de Kin Endate și Kazuo Watanabe.